# Haïda Gwaïi
Haïda Gwaïi (en haïda : X̱aaydag̱a Gwaay.yaay ou X̱aayda gwaay, littéralement « [les] îles du peuple haïda »), anciennement îles de la Reine-Charlotte (en anglais : Queen Charlotte Islands), est un archipel canadien situé au large de la Colombie-Britannique, à 87 km à l'ouest de Prince Rupert. Situé dans les eaux côtières de l'Alaska du Sud-Est et de la Colombie-Britannique, il comprend deux îles principales séparées par un très étroit chenal. Il s'agit au nord de l'île Graham et au sud de l'île Moresby, et d'environ cent-cinquante plus petites îles pour une superficie totale de 10 180 km2. L'archipel est séparé du continent à l'est par le détroit d'Hecate. L'île de Vancouver se trouve au sud, séparée par le bassin de la Reine-Charlotte (Queen Charlotte Sound), tandis qu'au nord l'entrée Dixon (Dixon Entrance) isole Haïda Gwaïi de l'archipel Alexandre, dans le Sud-Est de l'Alaska.
Une partie des îles dont les habitats du peuple Haïda est protégée par les lois fédérales canadiennes et la loi haïda comme réserve de parc national et comme réserve d'aire marine nationale. Ces îles abritent une importante vie sauvage.

## Exploration européenne

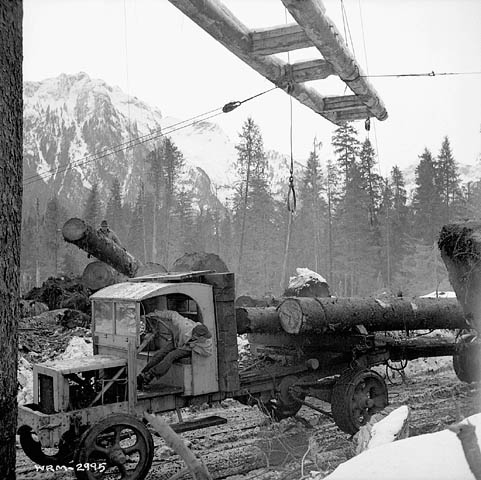
Exploitation forestière en Haïda Gwaïi, 1943

L'archipel est visité en 1774 par l'Espagnol Juan Pérez (à l'île Langara (en)), en 1778 par le capitaine James Cook et en 1786 par Lapérouse. En 1787, les îles sont visitées par le capitaine George Dixon. Les îles sont nommées par celui-ci d'après le nom de son navire, le Queen Charlotte, lui-même nommé d'après la Reine Charlotte, femme du roi George III du Royaume-Uni.
Le nom de Haïda Gwaïi fut plus récemment introduit comme une alternative au nom colonial des « îles de la Reine-Charlotte », pour reconnaitre l'histoire de la nation haïda. Haïda Gwaïi signifie « notre terre » ou « terre du peuple [haïda] », le mot Haïda pouvant signifier « nous » mais également « peuple » ou « humains »[réf. nécessaire]. Il est devenu le toponyme officiel le 3 juin 2010.
Le plus ancien nom de Xaadala Gwayee ou dans une autre orthographe, Xhaaydla Gwaayaay, ce qui signifie « îles de la frontière entre les mondes », venant des villages haïdas, installés sur la côte à la limite de la mer, du ciel et de la forêt.

## Population
Lors des premiers contacts avec les Européens, la population de l'archipel était estimée de 20 000 à 30 000 personnes réparties sur une douzaine de villages. 90 % de cette population meurt au cours du XIXe siècle de la variole ; d'autres maladies comme la typhoïde, la rougeole et la syphilis frappèrent également les Amérindiens. Au début du XXe siècle, il ne restait plus que 580 personnes. Les villes avaient été abandonnées, leurs habitants survivants les ayant quittées pour les villes missionnaires de Skidegate et Masset, les conserveries du continent ou l'île de Vancouver. Au début du XXIe siècle, environ 4 800 habitants vivent sur l'archipel. La population indigène haïda est dispersée sur les îles et maintient deux communautés exclusives à Skidegate et Old Masset, chacune avec une population d'environ mille personnes. L'île Anthony (en) et la ville de Ninstints ont été inscrites au patrimoine mondial de l'UNESCO en 2006. Dans cette décision, il est fait mention du déclin de la population indigène morte par maladie par la « civilisation évanouie » des Haïdas.

## Économie
L'économie est basée sur l'exploitation forestière et la pêche, exportées vers le continent. Des emplois de service et gouvernementaux fournissent environ un tiers des emplois. Le tourisme est devenu, ces dernières années, une activité importante principalement avec la pêche et des activités de plein air.